# Miguel Coyula
Miguel Coyula (La Habana, 31 de marzo de 1977) es un cineasta y escritor cubano. Es graduado de la Especialidad de Dirección en la Escuela Internacional de Cine y Televisión (EICTV) de San Antonio de los Baños, Cuba. Coyula ha trabajado sus películas al margen de la industria, ejerciendo múltiples disciplinas. Su obra se caracteriza por la utilización de la alegoría y el collage. Ha sido descrito por la crítica como un virtuoso y un renovador. Sus protagonistas generalmente son inadaptados con una visión crítica de la sociedad y sus figuras políticas, tanto en Cuba, como cuando ha filmado en el extranjero.  La naturaleza controversial de su obra, que también incluye violencia, sexo explícito, y la crítica frontal a Fidel Castro ha hecho que a menudo la crítica internacional lo catalogue como el enfant terrible del cine cubano.
Realizó varios cortometrajes hasta su ópera prima Cucarachas Rojas (2003), reseñada por la revista Variety como "un triunfo de la tecnología en manos de un visionario".
Para su segundo largometraje Memorias del Desarrollo (2010), basado en la novela homónima de Edmundo Desnoes, Coyula obtuvo una beca Guggenheim. Estrenada en el Festival de Sundance, la película ha obtenido numerosos premios internacionales. Fue descrita por la Guía Internacional de Cine como la mejor película cubana del año.
En 2013 La Pereza Ediciones publica su primera novela "Mar Rojo, Mal Azul". En 2015 realiza el cortometraje "Psique" y la serie web "Rafael Alcides", que sería el punto de partida para el Largometraje documental Nadie (2017). Después de su estreno en el Festival de Cine Global Dominicano donde obtiene el premio a Mejor Documental, Coyula intentó proyectarlo en La Habana en una galería privada, pero el evento fue cancelado por una redada policial y de la seguridad del estado. Si bien antes era un cineasta incómodo, posterior a Nadie (2017), es un cineasta prohibido en su país. Su presencia ha sido eliminada de cualquier espacio público en Cuba.
Su tercer largometraje de ficción, Corazón Azul (2021), fue estrenado en el Festival Internacional de Cine de Moscú. La revista estadounidense Cineaste lo llamó "El punto culminante del crecimiento artístico de Miguel Coyula... Se erige como su experiencia más visceral" Su segunda novela, La isla vertical fue publicada en Madrid en 2022, año en que también recibe el premio Cactus de Todos Santos como homenaje a su obra cinematográfica en el Festival de Cine Todos Santos, México.

## Filmografía
- Pirámide (1996)
- Válvula de luz (1997)
- Detalles (1998)
- Idea (1998)
- Buena onda (1999)
- Bailar sobre agujas (1999)
- Clase Z Tropical (2000)
- El Tenedor plástico (2001)
- Cucarachas Rojas (2003)
- Memorias del Desarrollo (2010)
- Psique (2015)
- Nadie (2017) (2017)
- Corazón Azul (2021)
- ¿Adonde esta la libertad? (2022)

## Obra Literaria
- 2023 : Hambre por un arte inútil en Cuba. Montevideo.[9]
- 2022 : La isla vertical. Madrid.[10]
- 2020 : Cuba tiene el mayor índice de cineastas independientes. La Habana[11]
- 2013 : Mar Rojo, Mal Azul. Miami.[12]
- 2011 : Cine Independiente, Cine Pendiente. La Habana[13]
- 2006 : La Identidad Geográficamente Indefinida. Habana.